# Circulación renal

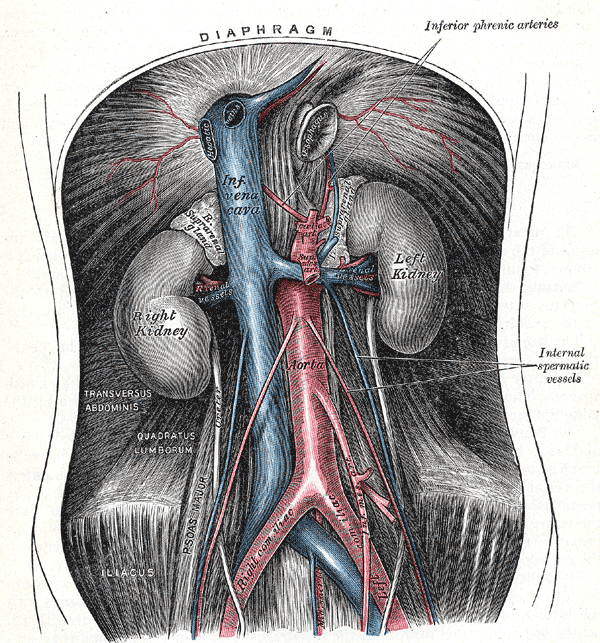
Circulación renal

La circulación renal hace referencia a los mecanismos encargados de la irrigación sanguínea de los riñones. Los dos riñones reciben normalmente alrededor del 20% del volumen sistólico; es decir unos 1100-1200 ml/min.

## Descripción
La arteria renal entra en el riñón a través del hilio renal y después se ramifica progresivamente hasta formar las arterias interlobulares, las arterias arciformes, las arterias interlobulillares (o arterias radiales) y las arteriolas aferentes sucesivamente hasta formar los capilares glomerulares. Es en estos capilares donde comienza el proceso de formación de la orina al filtrarse grandes cantidades de solutos y líquido (aproximadamente el 10-11% del flujo sanguíneo renal).
Los extremos distales de los capilares de cada glomérulo coalescen hasta formar la arteriola eferente, que llega a la segunda red capilar de las nefronas (unidades funcionales del riñón): los capilares peritubulares, que rodean a los túbulos renales y donde tiene lugar la reabsorción tubular.
La circulación renal tiene la particularidad de contar con dos lechos capilares, los capilares glomerulares y los peritubulares, que están dispuestos en serie y están separados por las arteriolas eferentes, que ayudan a regular la presión hidrostática en los dos grupos de capilares. De esta forma al ajustar la resistencia de las arteriolas aferente y eferente, los riñones pueden regular la presión hidrostática en los capilares glomerulares y peritubulares, cambiando el filtrado glomerular, la reabsorción tubular o ambas según se requiera.

## Resistencia arteriolar
Las tablas de abajo constituyen un esquema muy simplificado de cómo la resistencia de las arteriolas regula el filtrado glomerular y la reabsorción tubular, procesos que finalmente determinarán la producción de orina.
En función de la resistencia de la arteriola aferente:
| Resistencia arteriolar aferente | Filtración glomerular |
| ------------------------------- | --------------------- |
| Aumenta                         | Desciende             |
| Desciende                       | Aumenta               |

Si aumenta la resistencia de la arteriola aferente, disminuye la presión hidrostática glomerular y desciende el filtrado glomerular.
Si desciende la resistencia de la arteriola aferente por una dilatación de la arteriola aferente, aumenta la presión hidrostática glomerular y aumenta el filtrado glomerular.
En función de la resistencia de la arteriola eferente:
| Resistencia arteriolar eferente   | Filtración glomerular | Reabsorción tubular |
| --------------------------------- | --------------------- | ------------------- |
| Aumenta ligeramente               | Aumenta               | Aumenta             |
| Aumenta mucho (3 veces la normal) | Desciende             | Desciende           |

Si aumenta ligeramente la resistencia arteriolar eferente por vasoconstricción, aumenta la presión hidrostática glomerular sin reducir demasiado el flujo sanguíneo renal y el filtrado glomerular aumenta ligeramente.
Si aumenta mucho la resistencia arteriolar eferente por vasoconstrición, se reduce el flujo sanguíneo renal y desciende el filtrado glomerular.